# Величко, Михаил Фёдорович
Михаи́л Фёдорович Вели́чко (12 октября 1925, Абаканское, Енисейская губерния — 1 августа 2007) — советский и российский путешественник, краевед и журналист.
Окончил Киевское пехотное училище и Военный институт иностранных языков, служил в Германии переводчиком, работал учителем в школах Абакана, Берёзовки Дальней и Краснотуранска.
После окончания Московского института иностранных языков преподавал немецкий язык в Красноярском педагогическом институте. Неоднократно выезжал со своими студентами в саянские экспедиции.
Автор книг, в который освещается природа Сибири: «По Западному Саяну», «Маленькие путешествия вокруг большого города», «Саянское лето», «Кизир — река саянская…» и других. Кроме того, Величко М. Ф. был автором сценариев к документальным фильмам «Водопады Саян», «Стремнина», «Ергаки».

## Книги
- Величко М. Ф. По Западному Саяну. — М.: Физкультура и спорт, 1972. — 128 с. — (По родным просторам). — 19 000 экз.
- Величко М. Ф. Саянское лето: Путевые очерки. — Красноярск: Кн. изд-во, 1973. — 135 с. — 15 000 экз.
- Величко М. Ф. Кизир — река саянская: Путевые заметки о таежном маршруте по следам писателя Г. А. Федосеева. — Красноярск: Кн. изд-во, 1979. — 136 с. — 5000 экз.
- Величко М. Ф. Маленькие путешествия вокруг большого города. — Красноярск: Кн. изд-во, 1989. — 152 с. — (Турист. маршрутами Красноярья). — 10 000 экз. — ISBN 5-7479-0148-6.